# Dichaetomyia ardesiaca
Dichaetomyia ardesiaca este o specie de muște din genul Dichaetomyia, familia Muscidae. A fost descrisă pentru prima dată de Stein în anul 1920. Conform Catalogue of Life specia Dichaetomyia ardesiaca nu are subspecii cunoscute.